# Funzione base-13 di Conway
La funzione base-13 di Conway è una funzione costruita dal matematico britannico John H. Conway. La funzione soddisfa la tesi del teorema dei valori intermedi senza essere continua. 

## Obiettivo
Il teorema dei valori intermedi asserisce che ogni funzione continua {\displaystyle f} definita su un intervallo reale soddisfa la proprietà seguente: se {\displaystyle a,b} sono due punti dell'intervallo tali che {\displaystyle f(a)<f(b)} e {\displaystyle x} è un numero reale tale che {\displaystyle f(a)<x<f(b),} allora esiste un {\displaystyle c} compreso fra {\displaystyle a} e {\displaystyle b} tale che {\displaystyle f(c)=x}.
La funzione base-13 di Conway è una funzione discontinua in ogni punto che soddisfa comunque la tesi del teorema. Gli unici esempi noti precedentemente avevano discontinuità solo in alcuni punti isolati: un esempio è la funzione
{\displaystyle f(x)=\sin {\frac {1}{x}}.}
definita su tutta la retta reale imponendo in zero il valore {\displaystyle f(0)=0}. Anche questa funzione soddisfa la tesi del teorema, ed è discontinua nell'origine.

## Definizione
La funzione base-13 di Conway è una funzione {\displaystyle f\colon (0,1)\to \mathbb {R} } definita come segue.
Si indichino con {\displaystyle \{0,1,2,\ldots ,9,A,B,C\}} le cifre in base {\displaystyle 13} e si consideri la rappresentazione
{\displaystyle a_{1}\ldots a_{m},a_{m+1}\ldots a_{n}\ldots }
di {\displaystyle x\in (0,1)} in tale base (rappresentazione che è unica se si esclude il caso di successioni infinite di {\displaystyle C}). Allora {\displaystyle f(x)=0} a meno che esista un indice {\displaystyle j} tale che:
- {\displaystyle a_{j}\in \{B,C\};}
- {\displaystyle a_{i}\in \{0,1,2,\ldots ,9,A\}} per {\displaystyle i>j;}
- esiste un unico {\displaystyle k>j} tale che {\displaystyle a_{k}=A.}

In questo caso si definisce {\displaystyle f(x)} ponendo
{\displaystyle f(x):=\pm a_{j+1}\ldots a_{k-1},a_{k+1}a_{k+2}\ldots }
in base 10, ove il segno è {\displaystyle +} se {\displaystyle a_{j}=C} e {\displaystyle -} se {\displaystyle a_{j}=B}.

## Proprietà
La cosa importante da notare è che la funzione {\displaystyle f} definita in tal modo soddisfa la tesi del teorema dei valori intermedi, ma non è continua in nessun punto. Infatti, in ogni intervallo chiuso e limitato {\displaystyle [a,b]} contenuto in {\displaystyle (0,1)}, {\displaystyle f} assume ogni valore reale e quindi in particolare ogni valore compreso tra {\displaystyle f(a)} e {\displaystyle f(b)}. Per vedere ciò, si noti che ogni {\displaystyle c\in \mathbb {R} } si può scrivere in base {\displaystyle 10} come
{\displaystyle c=\pm b_{1}\dots b_{l},b_{l+1}\ldots }
per opportuni {\displaystyle b_{r}\in \{0,\dots ,9\}}. Inoltre, è facile vedere che i numeri la cui espansione in base {\displaystyle 13} è
{\displaystyle c=b_{0}b_{1}\dots b_{l}Ab_{l+1}\dots } (ove {\displaystyle b_{0}=C,} se {\displaystyle c>0,} e {\displaystyle b_{0}=B} se {\displaystyle c<0})
sono densi in {\displaystyle \mathbb {R} } ed in particolare ve n'è almeno uno di essi, {\displaystyle d}, che è compreso in {\displaystyle [a,b]}. Si può concludere quindi osservando che dalla definizione di {\displaystyle f} si ha {\displaystyle f(d)=c.}